# Arseniusz (Kryłow)
Arseniusz, imię świeckie Aleksiej Wasiljewicz Kryłow (ur. 12 marca?/24 marca 1879 w Pietrowskim, zm. 26 maja 1962 w Moskwie) – rosyjski biskup prawosławny.

## Życiorys
Był synem cerkiewnego psalmisty. W 1901 ukończył seminarium duchowne w Moskwie i został nauczycielem w szkole parafialnej. W 1903 był psalmistą w jednej z cerkwi moskiewskich. W 1912 ukończył studia na wydziale handlowym Uniwersytetu Moskiewskiego, a w 1914 - także wydział prawny; na obydwu kierunkach uzyskał tytuł kandydata nauk teologicznych. Od 1915 do 1944 pracował jako prawnik.
Święcenia diakońskie przyjął 16 stycznia 1944, dwa dni później został wyświęcony na kapłana. Służył w soborze Objawienia Pańskiego w Moskwie. Wieczyste śluby mnisze złożył 16 sierpnia 1945. Dziesięć dni później został wyświęcony na biskupa kalinińskiego i wielkołuckiego przez patriarchę moskiewskiego i całej Rusi Aleksego, arcybiskupów ałma-ackiego i kazachstańskiego Mikołaja oraz tulskiego i bielowskiego Witalisa. Po pięciu latach został biskupem ufijskim i baszkirskim. Dwa lata później jego tytuł uległ zmianie na biskup ufijski i stierlitamacki. W 1953 został przeniesiony na katedrę czernihowską i nieżyńską. Po roku odszedł w stan spoczynku na własną prośbę. W 1954 został ordynariuszem eparchii kostromskiej i galickiej. Dwa lata później ponownie odszedł w stan spoczynku. Zmarł w 1962, został pochowany na Cmentarzu Wagankowskim.